# Carlisle Castle
Carlisle Castle är ett slott i Storbritannien.   Det ligger i grevskapet Cumbria och riksdelen England, i den centrala delen av landet, 400 km nordväst om huvudstaden London. Carlisle Castle ligger 25 meter över havet.
Terrängen runt Carlisle Castle är platt. Runt Carlisle Castle är det ganska tätbefolkat, med 93 invånare per kvadratkilometer. Närmaste större samhälle är Carlisle, 0,32 km sydost om Carlisle Castle. Trakten runt Carlisle Castle består i huvudsak av gräsmarker.